# Balading
Balading es un barrio rural que forma parte del municipio filipino de cuarta categoría de Cuyo perteneciente a la provincia  de Paragua en Mimaro,  Región IV-B.

## Geografía
Ocupa la mitad occidental de  isla de Bisucay situada  en el mar de Joló. Forma parte del Archipiélago Cuyo, un grupo de cerca de 45 islas situadas al noreste de la isla  de Paragua, al sur de Mindoro y Panay. 
Su término linda al este con los barrios de Caburián y de  Funda y forma parte del mismo la isla de Pandán situada 8 km al oeste.
Administrativamente Balading es uno de los 17 barrios que forman el municipio de Cuyo perteneciente a la provincia de Paragua en Filipinas.

## Demografía
El barrio  de Balading contaba  en mayo de 2010 con una población de 818  habitantes.